# Česká literatura v letech 1750–1815
V době okolo poloviny 18. století se čeština přestala v určitých funkčněkomunikačních situacích definitivně objevovat – v politice, ve vyšší společnosti, v odborném (nelatinském) diskurzu. Čeština nadále existovala, ale stala se regionálně a sociálně diferencovanou.

## Charakteristika
Na rozdíl od ostatních velkých evropských jazyků a literatur, které se konsolidovaly pohybem směřujícím k jediné spisovné a reprezentativní verzi, sloužící – v souladu s ideály klasicismu – k psané i mluvené komunikaci vysokého stylu, spisovná verze češtiny v zásadě neexistovala. Obdobný pohyb v češtině nenastal vlivem jednak sociálních a politických okolností (oproti jiným národům netypicky nepočetná a úzká vrstva šlechty, nadto vlivem politického připoutání zemí Koruny k Vídni zčásti poněmčená sňatky s rakouskými rodinami a úzká a chabá vrstva vysokého a středního měšťanstva, determinovaná třicetiletou válkou, absolutismem a dirigismem státu a hospodářskou zaostalostí ve spojení s cechovními a celními přehradami). Nadto, zejména od 40. let 18. století, intenzivně posiluje vliv němčiny jako obecného středoevropského komunikačního prostředku nejen na poli obchodně administrativním, ale i kulturním, politicko-diplomatickém a vědeckém (do té doby dominovala především latina a italština).
Hovorový jazyk zvláště ve městech přebíral mnohé germanismy, i když situace nebyla ani zdaleka tak dramatická, jak bývala později líčena ve školních učebnicích. Jazyk na venkově se dochoval ve značné čistotě a původnosti, ovšem regionálně diferencovaný; ve městě byla čeština jazykem středních a nižších vrstev a její kvalita byla značně rozkolísaná v závislosti na uživatelích.
Kvalitativně lze tehdejší jazyk posuzovat různě. V 19. století byl posuzován ve vztahu k bratrské češtině kralického překladu. Tento jazyk byl však dost archaizující už na počátku 17. století. Čeština se navíc pochopitelně dál vyvíjela. Označit tento vývoj, byť nebyl konvergentní, ale naopak divergentní, za úpadek, je podle mnohých vědecky nesmyslné a neudržitelné. Jazyk na určitém místě a v určitém čase je vždy kvalitou sui generis a vzájemné poměřování jazyků různých dob s cílem označit některou za kvalitnější je dětinské. Naznačený problém je zčásti i psychologický, protože zatímco současná obecná forma češtiny (tj. nespisovný jazyk) je svými tvary češtinou vývojově mladší či vyšší, spisovný jazyk je jazykem do značné míry (i když ne výhradně a důsledně) formovaným právě starším archaickým jazykem kralické bible, který byl na konci 18. a počátku 19. století vnímán jako estetický ideál (jednak proto, že je skutečně kvalitní, jednak v souvislosti s širšími kulturními a politickými představami o 16. století).
Problémem češtiny v 18. století tedy byla jednak absence jednotné ideální jazykové normy (jinde ustavené nebo právě ustavované – Anglie, Francie, Německo), a především absence češtiny v určitých důležitých komunikačních situacích. Neexistovala čeština jako dvorský jazyk, jazyk krásné komunikace – salonního hovoru, jako vytříbený jazyk románů (čeština neměla dosud žádné romány ani divadelní hry v moderním smyslu), vytříbený jazyk divadla, vytříbený jazyk korespondence. Neexistovala jako jazyk zemského sněmu, politiky ani publicistiky. Od soudů valně vymizela. Nejpozději v první polovině 18. století se definitivně přestala objevovat jako komunikační jazyk v rodinách české šlechty. Čeština této doby byla jazykem s redukovanými funkcemi, svým způsobem zakrněla. To mimo jiné znamenalo, že se míjela s dobou a stále více nových výrazů v ní zkrátka chybělo.

## Státní zásahy dotýkající se češtiny
V politické rovině zakrněl jazyk v státoprávní symbol. Na záchraně (obnově) češtiny neměl prakticky téměř nikdo zájem.
Občasný praktickými zřeteli motivovaný zájem o češtinu projevoval stát – 16. října 1747 vydala Marie Terezie reskript s výzvou, aby na pražské univerzitě vyučovali češtinu kvalitně, tato výzva se však minula účinkem (vyjma bohoslovecké fakulty). Vyučování češtiny se tak přesunulo do Vídně, kde bylo zavedeno r. 1752 na Tereziánské rytířské akademii a roku 1754 na vojenské akademii. V Praze byla katedra českého jazyka zavedena až v r. 1791 před korunovací Leopolda II., na žádost mnoha vynikajících osobností, mj. jiné také mnohých obrozenců.
Roku 1773 došlo k státnímu zákazu jezuitského řádu a s odchodem jezuitů se rozpadl existující školní systém. Olomoucká univerzita se stala jen lyceem, byl redukován počet gymnasií. To uvedlo češtinu do ještě hlubší krize, jelikož právě na jezuitských školách byl češtině věnován největší prostor.
V této době (1774) se v Praze vytvořila Soukromá společnost nauk, jež vydávala svá vědecká Abhandlungen. O deset let později se z ní stala Česká společnost nauk, od roku 1790 Královská česká společnost nauk.
Roku 1781 se zrušením nevolnictví zvýšila možnost svobodného stěhování obyvatel. Migrace z vesnic do měst (za prací a výdělkem) se stala intenzivnější a nově příchozí často nemluvili (nebo mluvili velmi špatně) německy a tím stoupl zájem o češtinu. Dále byl vydán toleranční patent (1789), který znamenal omezené připuštění luterského (aušpurského) a kalvinistického (helvétského).
Roku 1781 byl vydán patent o zmírnění cenzury a 18. května 1784 byl vydán dvorský dekret, který vyhlásil němčinu „celozemskou úřední řečí“. Důvody k vydání tohoto dekretu byly čistě praktické a neměly za cíl někoho perzekvovat. Čeština, však zůstala pomocným úředním jazykem. Latina a hebrejština se staly pouze církevními jazyky. Židovské prostředí přijalo němčinu, jako důkaz podpory Josefa II.
Roku 1792 byla cenzura zase zostřena, především z důvodů obav před sympatizanty s Velkou francouzskou revolucí. Dvorským dekretem z 13. září 1798 bylo zakázáno vystavovat necenzurované noviny na všech veřejných místech.
Přes toto rozhodnutí stoupala popularita novin,, jejichž náklad se neustále zvyšoval, r. 1808 vycházely Císařské královské privilegované pražské poštovní noviny, vedené V. M. Krameriem v 650 výtiscích a K. k. privil. Prager Oberpostamts – Zeitung dokonce ve 1400 výtiscích.
Ačkoli v této době výrazně poklesl zájem o literaturu (zájem byl pouze o předzpěvování), knižní produkce se zvyšovala. Zmenšoval se i počet knihoven, ale výrazně se zvětšovaly šlechtické knihovny, zde pak měli vzdělanci možnost, seznámit se s literaturou.
Roku 1772 v Praze vznikl Learned Club (Sečtělý klub), v Olomouci vznikla Vlastenecko – hospodářská společnost a v Brně Lesegesellschaft (společnost čtenářů), nejpopulárnější čítárna byla Česká expedice (vedená V. M. Krameriem), tyto společnosti vznikaly především kolem nakladatelství a tiskáren. V těchto společnostech se však šířila především díla německá, protože česká tvorba již přestávala existovat.

## Spisovatelé
V této době se do české literatury zapsalo velmi málo spisovatelů :
- Josef Dobrovský
- Josef Jungmann
- Karel Ignác Thám
- Jan Jeník z Bratřic
- František Martin Pelcl
- Václav Matěj Kramerius
- Antonín Jaroslav Puchmajer

Kronikářství :
- Jan František Vavák

## Divadlo
V této době byla divadla velmi populární, existovalo přesvědčení, že herectví má vliv na utváření postoje jedince ke státu a společnosti, to logicky vyústilo ke vzniku českých divadel. Zpočátku byly oblíbeny tzv. kramářské písně, které měly přinést výdělek různým potulným společnostem, nejčastějším námětem byly vraždy. Tyto písně byly parodovány Osvobozeným divadlem.
V Čechách vznikla zvláštní forma dramatu – lidová hra se zpěvy, obliba těchto kusů má původ u šlechty. Nejprve se hrály cizí hry (Don Juan, později Faust), teprve po čase se začaly objevovat hry české. Z nedostatku herců se vyvinulo loutkové divadlo (královská rodina, čert, víly, kašpárek, drak, Honza).
Roku 1738 vzniklo v Praze divadlo v Kotcích, toto divadlo z počátku sloužilo především lehčím žánrů jako byly improvizované komedie, tato situace se změnila po r. 1771. V tomto divadle se někdy po r. 1750 objevily i první pokusy o české (a česky hrané) hry.
Roku 1783 bylo v Praze otevřeno Hraběcí Nosticovo národní divadlo (Das grafiche Nostitzsches National-Theater, nyní Stavovské divadlo), zde se česky hrálo poprvé roku 1785.
Zájem o české hry vedl k založení české divadelní společnosti, která roku 1786 založila v dřevěné Boudě na Koňském trhu (nyní Václavské náměstí) divadlo pod jménem Královské-císařské vlastenecké divadlo, tato bouda však byla pro finanční potíže o tři roky později (1789) stržena. Poté se v Praze tato společnost hrála na mnoha místech v Praze, od r. 1792 bylo toto divadlo přesunuto do zrušeného kláštera U Hybernů.
V Olomouci vzniklo Městské divadlo (Königliches städtisches National-Theater).
- Václav Thám
- Prokop František Šedivý
- Antonín Josef Zíma
- Matěj Kopecký – loutkář